# Fall of Summer
 (juin 2016).
Le Fall of Summer est un festival de musique qui se déroulait chaque année sur deux jours sur l'Île de loisirs de Vaires-Torcy, en Seine-et-Marne, à une trentaine de kilomètres à l'est de Paris.
La programmation du festival fait la part belle au metal extrême et au heavy metal et se distingue de ses homologues en invitant de nombreuses formations « oubliées » du grand public metal ou n'ayant jamais ou peu joué en France, ainsi que par des hommages à des groupes défunts. Le festival tente autant que possible de ne pas réinviter les groupes ayant déjà joués lors d'une précédente édition. Le Fall of Summer s'ouvre aussi à d'autres styles musicaux en invitant par exemple Claudio Simonetti's Goblin en 2016 ou Magma en 2017.
Le festival annonce le 24 janvier 2018 que la cinquième édition n'aura pas lieu en 2018 mais l'année suivante.

## Programmation

### Édition 2017
La 4e édition du festival se déroule les 8 et 9 septembre 2017
- Annihilator
- Au-dessus
- Azarath
- Blasphemy
- Broken Hope
- Bulldozer
- Cattle Decapitation
- Count Raven
- Coven
- Crescent
- Demolition Hammer
- Ende
- Gaahls Wyrd
- Grave Digger
- Hideous Divinity
- Immolation
- Magma
- Marduk
- Melechesh
- Merciless
- Morbid Saint
- Necrowretch
- Orange Goblin
- Primordial
- Septicflesh
- Shining
- Tribute to Sortilège
- Toxik
- Venom

### Édition 2016

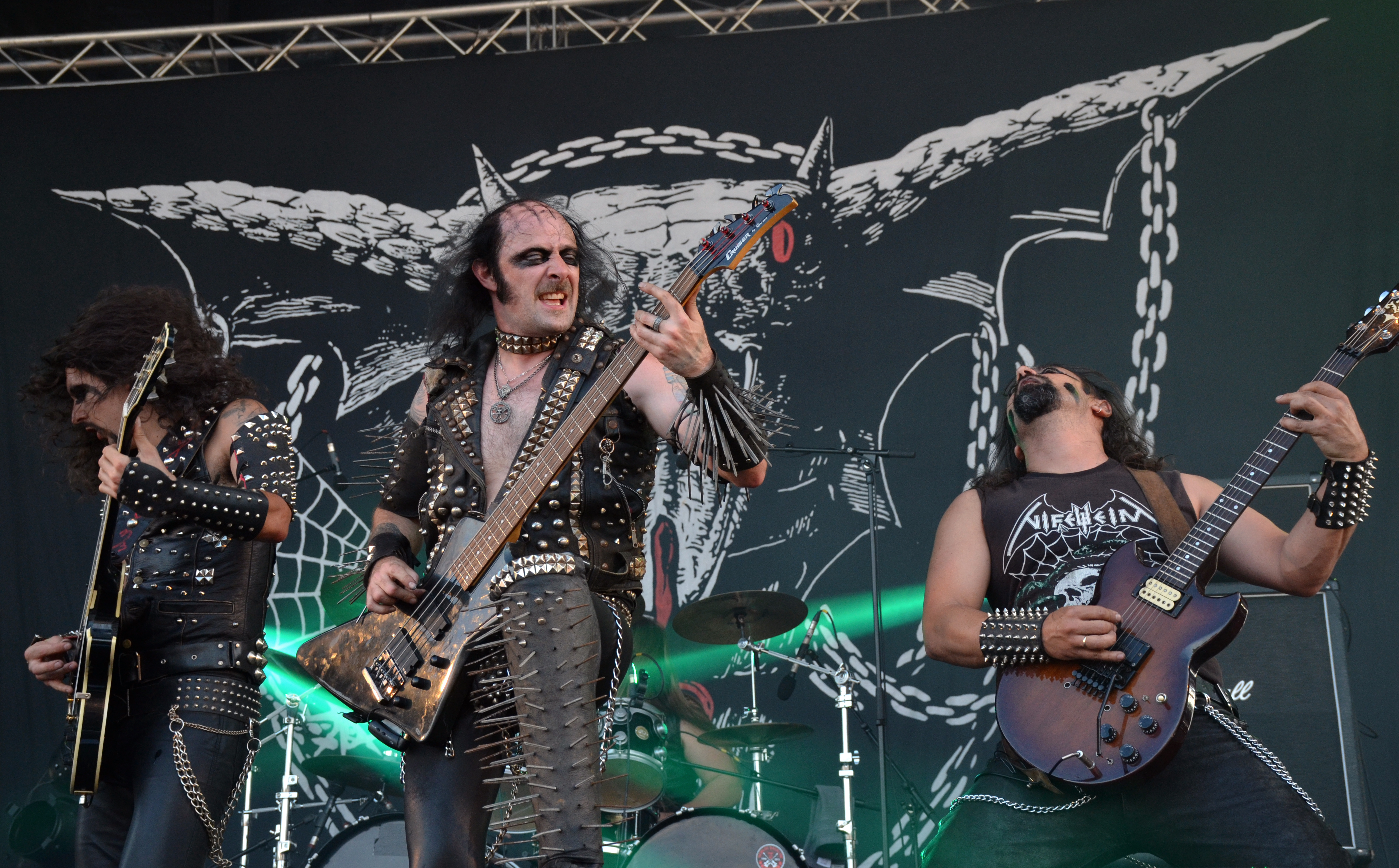
Nifelheim, Fall of Summer 2016

La 3e édition du festival se déroule les 2 et 3 septembre 2016
- Abigail
- ADX
- Dead Congregation
- Die Hard
- Exciter
- Claudio Simonetti's  Goblin
- Steve Grimmett's Grim Reaper
- Hexecutor
- Manilla Road
- Massacra tribute, avec Alex Colin-Tocquaine (Agressor), Frédéric Leclercq (DragonForce), Stéphane Buriez (Loudblast) et Kévin Paradis (Agressor)
- Memoriam
- Merrimack
- The Monolith Deathcult
- Nifelheim
- Oranssi Pazuzu
- Paradise Lost (interprétant Gothic)
- Phazm
- Revenge
- Riot V
- Samael (setlist piochant dans leurs trois premiers albums)
- Satyricon (Nemesis Divina 20th anniversary show)
- Shining
- Skepticism
- Tankard
- Unleashed
- Vader
- Whiplash

### Édition 2015
La 2e édition du festival se déroule les 4 et 5 septembre 2015 devant environ 3 000 spectateurs chaque jour.
- Abbath
- Accu§er
- Angel Witch
- Asphyx
- Barabbas
- Candlemass
- Coroner
- Deströyer 666
- Destruction
- Endstille
- Gama Bomb
- Grave
- Haemorrhage
- Hamferð
- Ihsahn
- Mayhem
- Metalucifer
- Nile
- Putrid Offal
- Razor
- Sabbat
- Satan
- Suffocation
- Supuration
- Temple of Baal
- Triptykon
- Tsjuder

### Édition 2014

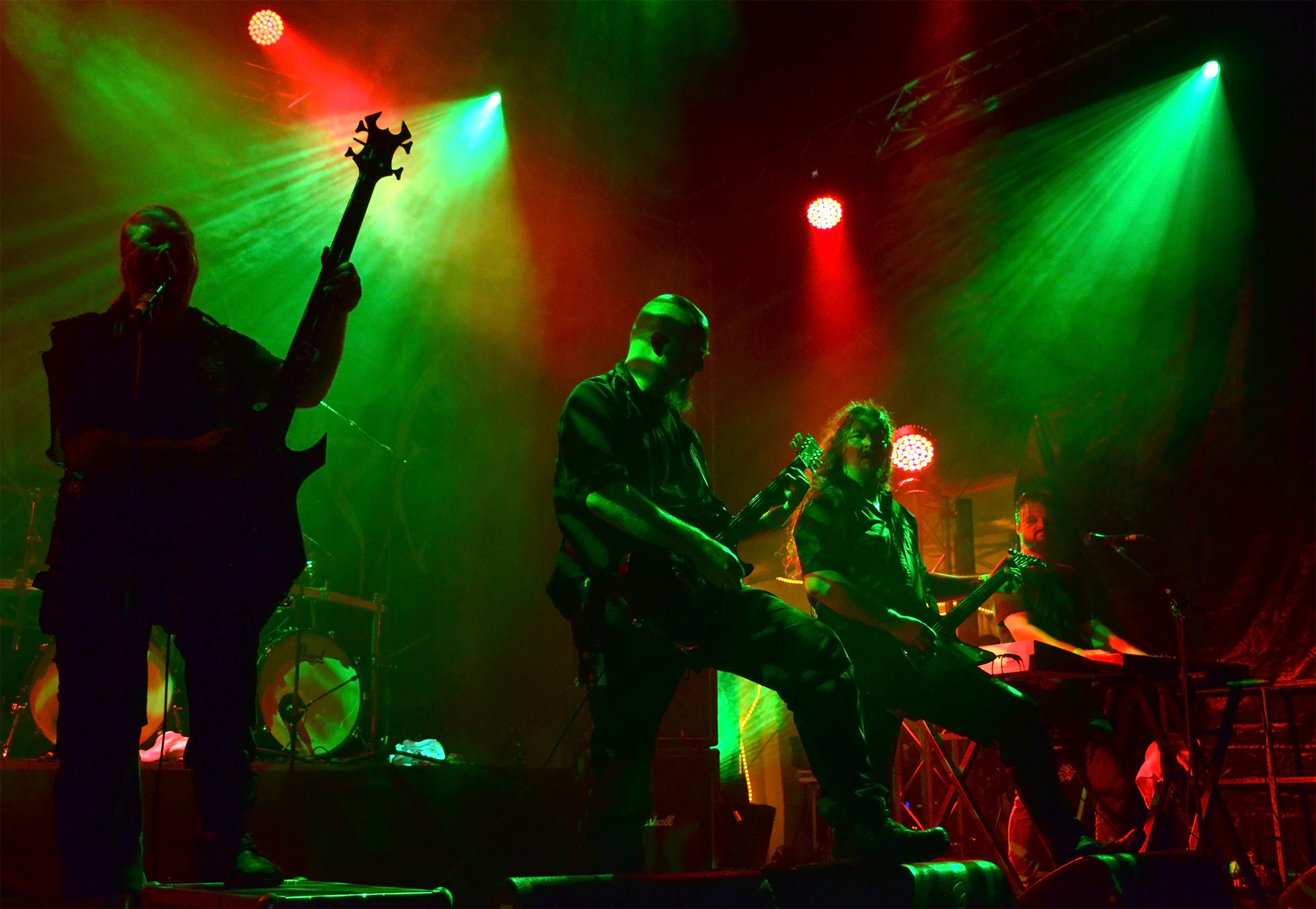
Borknagar, Fall of Summer 2014

La 1re édition du festival se déroule les 5 et 6 septembre 2014 devant environ 2 000 spectateurs chaque jour.
- Agressor
- Ahab
- Artillery
- Ascension
- Assassin
- Aura Noir
- Bölzer
- Bömbers
- Borknagar
- Cancer
- Can of Worms
- Carcass
- Code
- Cruxifiction
- Debauchery
- Den Saakaldte
- Enslaved
- Exumer
- Impaled Nazarene
- Mercyless
- Pentagram
- Rotting Christ
- Salem
- Sodom
- Vampire
- Venom
- Vorkreist
- Watain